# 手占
手占（てうら）は、食指、将指および無名指の3本の手指の屈伸によって、八卦の象をうらなう占いである。

## 概要
この3本の指と八卦との関係は、
1. 巨指を仮に添え三指を同じく屈して乾の卦象を作る。
2. 食指を伸せば生家の兌にあるのを知る。これを「一上生家」という。
3. 将指を伸せば天医震にあるのを知る。これを「二中天医」という。
4. 無名指を伸せば絶体坤にあり、このとき三指みな開く。これを「三下絶体」という。
5. 将指を屈すれば遊魂坎にある。これを「四中遊魂」という。
6. 食指を屈すれば禍害巽にある。これを「五上禍害」という。
7. 将指を伸せば福徳艮にある。これを「六中福徳」という。
8. 無名指を屈すれば絶命離にある。これを「七下絶命」という。
9. 将指を屈すれば遊年乾にある。これを「八中遊年」という。遊年の文字は当卦の本宮にある。

ほかの卦はこれに準じてまず三指で当卦の象を作り、そののち変動を知るのである。